# Java (Georgia)
Java (in georgiano ჯავა?) è un comune della Georgia, nella repubblica separatista dell'Ossezia del Sud, situato nella regione di Shida Kartli.
Java è il secondo insediamento urbano più grande dell'Ossezia meridionale, dopo Tskhinvali.

## Geografia
Il comune è situato sulle montagne del Caucaso ,è attraversato dai fiumi Liakhvi e Qvirila e dal lago Ertso di origine carsica. Il territorio è ricco di pascoli,  acque terapeutiche e minerali di origine ferrosa ed è compreso nella Riserva Naturale Liakhvi.
Clima
Il clima è temperato umido , in inverno ci sono abbondanti nevicate data l'altezza di 1120 mt e la vicinanza alle montagne del Caucaso (  a causa della caduta dei massi e della neve possono chiudere la galleria di Ruki , il manto nevoso è stabile e dura da dicembre a marzo ), in estate il clima è caldo.

## Storia
Nel 1991 un forte terremoto la distrusse e causò la morte di sessantatrè persone. La città ha svolto un ruolo importante nella guerra dell'Ossezia del Sud nel 2008, con la maggior parte delle forze militari dell'Ossezia meridionale che si trovavano lì al momento dell'offensiva georgiana. Durante la battaglia di Tskhinvali, il governo dell'Ossezia del Sud si trasferì a Java.
La Georgia aveva accusato l'esercito russo di costruire una grande base militare a Java prima della guerra. Queste preoccupazioni sono state riferita dal presidente della Georgia, Mikheil Saak'ashvili, all'attenzione dell'Assemblea generale delle Nazioni Unite il 26 settembre 2007. Dopo la guerra, la Russia ha comunicato che stava costruendo basi militari a Java e Tskhinvali, e che sarebbero state pronte nel 2010.
Nel 2022 il presidente dell'Ossezia del Sud ha annunciato un referendum per l'annessione alla Russia.

## Trasporti
È collegata in auto e bus per il tramite del vicino tunnel Roki con l'Ossezia del Nord. La stazione ferroviaria e l'aeroporto più vicini si trovano a Vladikavkaz e Beslan, che la collegano alla Russia.